# Tom Schimmeck

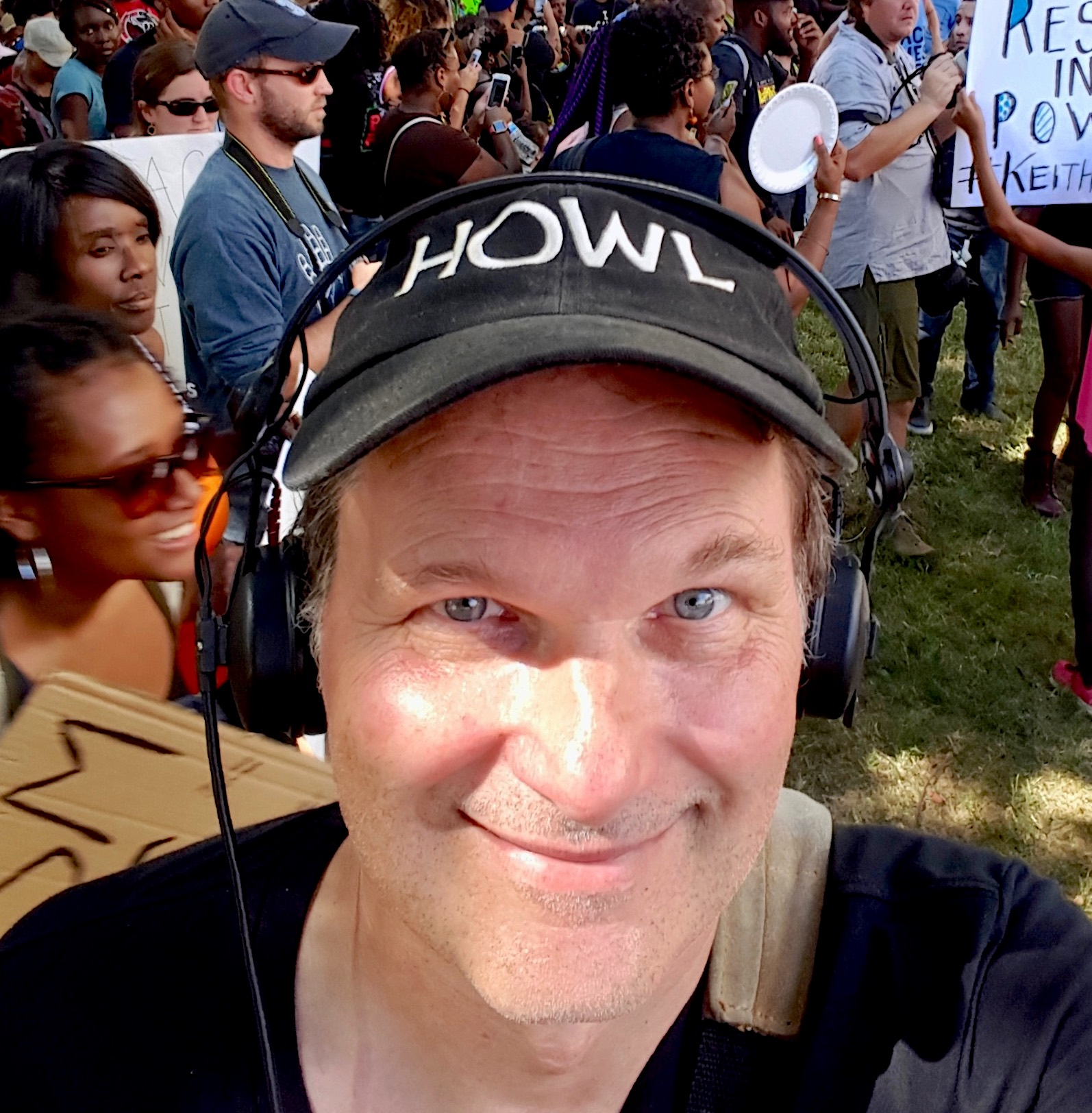
Tom Schimmeck, 2021

Tom Schimmeck (* 27. Oktober 1959 in Hamburg) ist ein deutscher Journalist und Publizist. Er veröffentlicht in Zeitungen, Zeitschriften und im Rundfunk vor allem Reportagen, Radiofeatures, Porträts, Kommentare und Kolumnen. Sein Buch Am besten nichts Neues, eine kritische Bilanz des Journalismus und der demokratischen Öffentlichkeit, erschien 2010.

## Leben
Schimmeck wuchs in Hamburg auf. Zu Beginn seines Studiums der Germanistik und Geschichte an der Universität Hamburg war er einer der Mitbegründer der taz und für diese bald als Redakteur und Korrespondent in Hamburg, Berlin und später in Bonn tätig. Ab 1983 schrieb er auch für die Frankfurter Rundschau, den NDR und die Magazine Konkret, Natur und Transatlantik. 1984 verließ er die taz und arbeitete als freier Autor. 1986 wurde er Politikredakteur und Reporter des neu gegründeten Magazins Tempo. Anfang 1987 wechselte er als Politikredakteur zum Spiegel.
Ende 1989 verließ Schimmeck das Blatt und ging als freier Autor nach Johannesburg, Südafrika, von wo er u. a. für Geo, Merian, Sports, Stern, Transatlantik, Wochenpost, die Magazine der Süddeutschen Zeitung und der Zeit, mehrere Tageszeitungen und den Hörfunk über die Zeit nach der Freilassung Nelson Mandelas, aber etwa auch über die Kriege in Nachbarstaaten wie Angola und Mosambik berichtete. 1992 wechselte er als Auslandsreporter nach Wien zum Nachrichtenmagazin profil, für das er weltweit tätig war.
1993 kehrte der Journalist nach Hamburg zurück, um für die neu gegründete Wochenzeitung Die Woche als Redakteur, Auslandsreporter, Portraitautor und Kolumnist zu arbeiten, zunächst in der Hamburger Redaktion, später, bis zur Einstellung der Zeitung im Jahr 2002, als Vertragsautor. Seither arbeitet Schimmeck vor allem für Rundfunkanstalten wie den Deutschlandfunk, den NDR und den MDR. Zu seinen auf ausgedehnten Reisen entstandenen Radio-Werken zählen das Texas-Feature „Am Straßenrand der Demokratie“ (DLF 2004), das Neonazi-Feature „Der Marsch auf die Mitte“, das Kriegsveteranen-Feature „Die Narben des Uncle Sam“ (DLF/NDR 2007) und das Südafrika Feature „Kalamazoo“ (DLF 2010). Seine Radiostücke über die Geschichte des Mikrofons („Tonfänger“, MDR 2007), den grassierenden Jugendalkoholismus („Koma-Kicks“, NDR 2008), die Armut im Silicon Valley ("Silicon Blues – Im Hinterhof eines Mythos", SWR 2015), den Umgang mit Waffen in den USA am Beispiel des Todes des Austauschschülers Diren D. ("Vier Schüsse in Missoula – Der Tod des Schülers Diren D.", NDR/Deutschlandradio Kultur 2015) und traumatisierte deutsche Soldaten ("Kaputte Krieger", MDR 2018) wurden preisgekrönt. Außerdem schreibt der Autor für Zeitungen und Zeitschriften. Neben Politik beschäftigt er sich mit Gesellschaftsfragen, Wissenschaft und Technologie. Seine Kritik am Zustand der Medien schlug sich in zahlreichen Reden, Artikeln und dem Propaganda-Feature „Spin“ (NDR/DLF/SR 2008) nieder.
Schimmeck ist Mitglied des Netzwerks Recherche sowie Mitherausgeber des Onlinemagazins MagDA.

## Werke
- 2009: Am besten nichts Neues: Medien, Macht und Meinungsmache. Westend Verlag Frankfurt, ISBN 978-3938060506[9]

### Radio-Features
- 2004: Das Berliner Loch - Einsichten aus den Eingeweiden des Reichstages. Regie: Peter Behrendsen (DLF)
- 2004: Am Straßenrand der Demokratie - Eine Rundreise durch die neuen Weiten von Texas. Regie: Susanne Krings (DLF)
- 2006: Der Marsch auf die Mitte - die braune Erosion im deutschen Osten. Regie: Susanne Krings (DLF)
- 2007: Die Narben des Uncle Sam - Kriegsspuren in der US-Gesellschaft. Regie: Thomas Wolfertz  (DLF/NDR)
- 2007: Tonfänger - Das Mikrofon, eine deutsche Geschichte. Regie: Andreas Meinetsberger (MDR)
- 2008: Koma-Kicks - Erkundungen unter jungen Kampftrinkern. Regie: Nikolai von Koslowski (NDR)
- 2008 Spin oder die Industrialisierung der Meinungsproduktion. Regie: Nikolai von Koslowski (NDR/DLF/SR 2008)
- 2010: Kalamazoo (DLF)
- 2011: Sklavenmarkt Deutschland. (zusammen mit Thilo Guschas). Regie: Ulrich Lampen (NDR/ARD Radiofeature)
- 2012: Die WG der Welterklärer - im europäischen Forschungslabor CERN. Regie: der Autor (DLF)
- 2012: Sehr gut. Die Macht der Tester. Regie: Leonhard Koppelmann (NDR)
- 2013: Funkverkehr. Wie Politik zur Nachricht wird. Regie: Matthias Kapohl (DLF/RBB)
- 2014: Hello, Chinaman - Handel in Accra. Regie: Matthias Kapohl (DLF)
- 2014: Kinder kandidiert - Wie die Nahrungsindustrie den Nachwuchs verführt und warum sie niemand dabei stört. Regie: Thomas Wolfertz (NDR/DKultur)
- 2015: Dark tourism - Vergnügungsreisen ins Grauen. Regie: Matthias Kapohl (DLF)
- 2015: Silicon Blues. Im Hinterhof eines Mythos. Regie: Nikolai von Koslowski (SWR)[10]
- 2015: Switch off Shanghai - Vorbereitungen für den Cyberkrieg. Regie: Thomas Wolfertz (NDR / ARD Radiofeature)
- 2015: Teile & Herrsche Inc. Ubers globaler Feldzug für die "Sharing economy". Regie: Karin Beindorff (DLF)
- 2015: Vier Schüsse in Missoula (Der Tod des Schülers Diren D.). Regie: Nikolai von Koslowski (Feature – NDR/DKultur)[11]
- 2016: Black America - Im Jahr 0 nach Obama. Regie: Giuseppe Maio (NDR)
- 2016: Corny, St.Pauli - Das zunehmend lustige Leben des Cornelius Littmann. Regie: Alexander Schuhmacher (NDR)
- 2016: Femme fatale fürs Kapital - Ayn Rand und der Geist der USA. Regie: Matthias Kapohl (DLF)[12]
- 2016: Panzer, Pferde, Patrioten - Der unheimliche Reiz von Nazi-Kitsch und Kriegsgerät. Regie: Matthias Kapohl (DLF)
- 2016: Silicon Dreams. Regie: Helga Mathea (WDR)[13]
- 2016: Was kostet die Demokratie? – Die Koch-Brüder und der Wahlkampf in den USA.  Regie: Matthias Kapohl (Feature, DLF/SWR)[14]
- 2017: Im Käfig der Worte - Rechts-Alternative im Reichstag. Regie: Matthias Kapohl (DLF)
- 2017: Schicksals-Maschinen - Algorithmen erobern das US-Justizsystem. Regie: Matthias Kapohl (DLF/WDR)
- 2017: Glashütte – Das tickende Tal. Regie: Andreas Meinetsberger (MDR)
- 2017: Terrorwarnung - über IS-Rückkehrer und die Grenzen der Sicherheit. Regie: Thomas Wolfertz (NDR / ARD Radiofeature)
- 2018: Dichter, Denker, Fahnenschwenker - Erkundungen auf den Nachttischen der neuen Rechten. Regie: Matthias Kapohl (DLF)
- 2018: Dreckschleuder Deutschland – über die Gefährdung unserer Lebensgrundlagen. Regie: Nikolai von Koslowski (NDR / ARD Radiofeature)[15]
- 2018: Fake-Fabriken - Der Profit mit Falschmeldungen. Regie: Nikolai von Koslowski (NDR)
- 2018: Mein erster Cyberkrieg - Die NATO probt den Ernstfall. Regie: Matthias Kapohl (DLF/NDR)
- 2018: Oase Irland - Geldgeschichten von der grünen Insel  Regie: der Autor (DLF)
- 2018: Sprich mit mir - Versuche, mit Maschinen ins Gespräch zu kommen. Regie: Thomas Wolfertz (WDR)
- 2018: Sterben tun immer die anderen - Wer verdient am Waffenhandel? Regie: Felicitas Ott (Feature, SWR/BR/WDR)[16]
- 2018: Fake-Fabriken. Der Profit mit Falschmeldungen. Regie: Nikolai von Koslowski (NDR)[17]
- 2018: Kaputte Krieger - Der Schmerz nach der Schlacht. Regie: Andreas Meinetsberger. (MDR)[18]
- 2019: Die verdrängte Seuche - Aids in Russland. (zusammen mit Suzanne Bontemps). Regie: Matthias Kapohl (DLF/RBB)
- 2019: Greta bringt die Welt in Ordnung. Regie: Nikolai von Koslowski (NDR)
- 2020: Der Wahrheit verpflichtet. Über den Machtverlust des Journalismus. Regie: Nikolai von Koslowski  (SWR / ARD Radiofeature)[19]
- 2020: Silicon Children. Aufwachsen zwischen Absturz und Verheißung. Regie: Matthias Kapohl (DLF/RBB)
- 2020: Wie die Demokratie gehackt wird - Desinformation: Wissenschaftler erforschen neue digitale Bedrohungen für die Gesellschaft. (DLF)
- 2020: Wurzeln des Zorns - Die Radikalisierung der US-Demokratie. Regie: Thomas Wolfertz (WDR)
- 2021: Merkeljahre - Der unwahrscheinliche Weg der Angela M. (sechsteilige Serie, zusammen mit Stephan Detjen). Regie: der Autor (DLF)
- 2021: Rechtsextrem in Uniform - Ein Feature über Radikalisierungstendenzen in der deutschen Polizei. Regie: Nikolai von Koslowski (MDR / ARD Radiofeature)
- 2021: Siedeln auf Hoher See - Der Traum vom staatenlosen Leben. Regie: Philippe Bruehl (WDR)
- 2022: Cyberfront Bukarest - Von guten und bösen Hackern. Regie: der Autor (DLF)
- 2022: Hafen mit Hirn - Warenströme im Datenmeer. Regie: der Autor (DLF)
- 2022: Die Dirty Tricks der Demokratie - Wahlmanipulation in den USA. Regie: Martin Zylka (WDR/SWR/DLF)
- 2022: Der teuerste Traum - Feature über die Bilanz der Atomenergie (ARD-Titel: Milliardengrab Atomkraft). Regie: Giuseppe Maio (NDR / ARD Radiofeature)
- 2023: Das Wasser wird knapp (2-teiliges Feature). Regie: der Autor (DLF)
- 2023: Dein Reich komme, unser Wille geschehe: Armageddon – eine amerikanische Obsession. Regie: Matthias Kapohl (DLF).[20]
- 2023: Der Duft der Bergamotte - Auf den Spuren einer betörenden Zitrusfrucht (zusammen mit Thomas Schmid). Regie: der Autor (DLF)
- 2023: Inside Hauptstadtstudio (Sonderfolge 300). Regie: der Autor (DLF)[21]
- 2023: Pulverfass Ostsee - Feature über Aufrüstung und Abschreckung in Nordeuropa. Regie: der Autor (NDR/ARD Radiofeature)
- 2024: Auch Mickey Mouse soll schweigen - Amerikas Kulturkampf wird immer härter. Regie: Felicitas Ott (SWR)
- 2024: Das Plenum unseres Kontinents - Hinter den Kulissen des Europäischen Parlaments. Regie: der Autor (DLF)
- 2024: Maschinensturm - KI und wir. (zusammen mit Mathias Greffrath) Regie: Nikolai von Koslowski (WDR)
- 2024: KI wie bei Kafka - in den Fängen der Algorithmen. Regie: der Autor (DLF)

## Auszeichnungen
- 2007: Otto-Brenner-Preis für die Spiegel-kritische Analyse Angst am Dovenfleet[22]
- 2008: Ernst-Schneider-Preis für das Feature Tonfänger[23]
- 2009: Feature-Preis des Bremer Hörkinos für das Feature Koma-Kicks[24]
  - Deutscher Sozialpreis für das Feature Koma-Kicks[25]
- 2010: ARD-Nominierung des Features Spin oder die Industrialisierung der Meinungsproduktion für den Prix Italia[26]
- 2015: Featurepreis der  Stiftung Radio Basel für Silicon Blues. Im Hinterhof eines Mythos
- 2016: 1. RIAS-Radiopreis für Vier Schüsse in Missoula — Der Tod des Schülers Diren D[27]
- 2019: RIAS Radiopreis für Fake-Fabriken – Der Profit mit Falschmeldungen[28]
  - DRK-Medienpreis 2019 für Kaputte Krieger[29][30]
- 2020: Alternativer Medienpreis für Der Wahrheit verpflichtet. Über den Machtverlust des Journalismus[31]
- 2021: Medienpreis der Deutschen AIDS-Stiftung für Die verdrängte Seuche. AIDS in Russland, zusammen mit Co-Autorin Susanne Bontemps und Regisseur Matthias Kapohl.[32]